# 中野大橋
E13
中野大橋（なかのおおはし）は、福島県福島市にある道路橋である。

## 概要
- 全長：754.0m[1]
  - 主径間：135.0m[2]
- 幅員：10.29m[1][2]
- 形式：4径間PC連続波形鋼板ウェブ箱桁橋×2（計8径間）[1][2]
- 施工：三井住友建設[1][2]
- 竣工：2012年[1]

福島市飯坂町中野にて東北中央自動車道福島大笹生インターチェンジ～米沢八幡原インターチェンジ間を通す。上下対向2車線で供用されている。杉の平トンネルと中野トンネルの間にて一級水系阿武隈川水系小川と支流の横川を渡り、起終点共にトンネル坑口部に近接している。全長は754.0mであり、福島県内の道路橋梁の中で7番目に長い。
A1橋台からP4橋脚までとP4橋脚からA2橋台までの2本の連続桁橋で構成され、第2、3径間の径間長135.0mは波形鋼板ウェブ橋では日本国内で最大級の物となる。また山から山へ深い谷を渡るため、橋脚の高さは最大で59.5mを誇る。上部工施工には橋脚から左右に桁を伸ばしていく張出し架設工法が採用された。起点側4径間が2012年に、終点側4径間が2009年に竣工し、2017年に供用が開始された。南側には平行する国道13号栗子道路の山神橋がかかる。

## 周辺
- 国道13号
  - 山神橋
  - 中野第1トンネル
  - 中野第二トンネル